# Star (Disney+)
Pour les articles homonymes, voir Star.
Cet article concerne l'extension de Disney+. Pour le service d'Amérique latine, voir Star+. Pour le service indien, voir Disney+ Hotstar.
Star est une extension de la plateforme de SVoD Disney+, détenue et exploitée par la Walt Disney Company au travers de sa division Walt Disney Direct-to-Consumer and International.
Contrairement au reste de la plateforme qui propose du contenu familial et tout public, Star propose du contenu destiné à un public adulte. Elle propose les productions des différentes filières adultes du studio comme ABC Signature et 20th Television pour la télévision, et Touchstone Pictures, Hollywood Pictures, 20th Century Studios et Searchlight Pictures pour le cinéma. Elle propose également une grande partie des productions télévisées des chaînes américaines appartenant à Disney comme ABC, FX, Freeform ou encore le service Hulu,,,.
Star a été lancée le 23 février 2021 au Canada, en Europe de l'Ouest, en Australie, en Nouvelle-Zélande et à Singapour. Disney+ affirme qu'elle sera déployée dans plus de pays en 2021.
Elle est proposée dans une grande partie des pays où Disney+ est disponible, à l'exception des États-Unis où son contenu est diffusé sur Hulu ; en Amérique latine où elle est proposée en tant que service à part entière intitulé Star+, et en Inde sur Disney+ Hotstar, service qui a servi d'inspiration pour la création de Star.
A partir de fin 2025, le service Star va s'arrêter pour être remplacer par Hulu, la deuxième plateforme de stréaming de The Walt Disney Company déjà présente aux États-Unis

## Histoire
La marque « Star » était à l'origine un radiodiffuseur par satellite basé à Hong Kong qui fonctionnait sous ce nom à partir de 1991 et avait été acquis par News Corporation en 1993. Après 2009, la marque Star était principalement limitée à Star China Media, désormais détenue séparément, ainsi qu'à Star India, qui opère principalement en Inde mais distribue également des programmes en hindi dans le monde entier. Star India (et les autres opérations restantes en dehors de la Chine continentale) ont ensuite été acquises par Disney dans le cadre de son acquisition de 21st Century Fox au cours de l'année 2019.
Lors d'un appel aux résultats le 5 août 2020, le PDG de Disney, Bob Chapek, a annoncé que Disney prévoyait de lancer un nouveau service de divertissement international et général sous la marque Star en 2021, destiné à présenter un contenu plus mature que ce qui était proposé sur Disney+. Le plan a remplacé une expansion internationale précédemment annoncée du service de streaming américain Hulu, contrôlé par Disney, qui ne s'est étendu qu'au Japon en dehors des États-Unis. Chapek a fait valoir que la marque Hulu n'était pas bien connue en dehors des États-Unis, de même que "Star" était une marque de service beaucoup plus commercialisable dans le monde.
Disney a officiellement annoncé Star et Star + le 10 décembre 2020 lors de son événement Investor Day. Au cours de l'événement, il a été annoncé que Star se lancera en tant que section de haut niveau dans l'interface Disney +. Des contrôles parentaux supplémentaires devraient être lancés parallèlement à l'introduction de Star. Bien que Star soit disponible sans frais supplémentaires pour les abonnés Disney +, l'introduction de Star coïncidera avec une augmentation de prix. Star sera lancé au Canada, en Europe occidentale, en Australie, en Nouvelle-Zélande et à Singapour le 23 février 2021, tandis que le service sera lancé en Europe de l'Est, à Hong Kong, au Japon, en Corée du Sud et dans d'autres pays d'Asie du Sud-Est plus tard dans l'année.
Les flux européens de Star Plus, Star Bharat et Star Gold ont été rebaptisés Utsav Plus, Utsav Bharat et Utsav Gold pour éviter toute confusion avec le hub de streaming. Aucun changement de nom pour les flux indiens n'a été annoncé.
Le 28 juillet 2021, Disney perd un procès au Brésil contre Lionsgate, propriétaire de la marque Starz et ne pourra pas utiliser le nom Star+ pour son projet de plateforme de streaming dissocié de Disney+ afin de respecter sa politique de contenu. Pour rappel, en dehors de l’Amérique latine, Star est une catégorie ou un espace du service Disney+.

## Contenu

### Catalogue
Star propose les productions des chaînes américaines du groupe Walt Disney Television : ABC, Hulu, FX et Freeform. Elle propose également les productions des studios ABC Signature et 20th Television, incluant celles qu'ils produisent pour des chaînes américaines n'appartenant pas à Disney, comme Fox ou Showtime, car le studio possède les droits globaux.
Concernant le cinéma, Star propose les catalogues des filières adultes de Disney : 20th Century Studios, Searchlight Pictures, Touchstone Pictures ou encore Hollywood Pictures. Elle s'occupe également des productions des univers Marvel ou Star Wars qui ne sont pas classées tout public.
En France, Star diffuse des séries et des films français appartenant à d'autres studios, sous licence. Néanmoins, en dehors de ces productions françaises, Star ne propose pas ou peu de productions n'appartenant pas à Disney. Le service ne propose également pas les séries produites par d'autres studios mais diffusées sur des chaînes Disney aux États-Unis (comme Pretty Little Liars sur Freeform ou The Handmaid's Tale : La Servante écarlate sur Hulu) car ce sont les studios qui les produisent qui disposent des droits globaux.

### Distribution internationale exclusive
Lors de la journée des investisseurs, il a été annoncé que les émissions de réseaux appartenant à Disney tels que Hulu et FX seraient exclusivement distribuées sur plusieurs marchés internationaux via Star en tant que Star Originals.
| TItre                        | Genre                                                   | Chaîne originale | Première          | Saisons                 | Runtime     | Région(s) exclusive(s) | Statut                     |
| ---------------------------- | ------------------------------------------------------- | ---------------- | ----------------- | ----------------------- | ----------- | ---------------------- | -------------------------- |
| Big Sky                      | Thriller                                                | ABC              | 23 février 2021   | 3 saison, 47 épisodes   | 42–44 min   | Tous les marchés       | Terminée                   |
| Godfather of Harlem          | Crime drama                                             | Epix             | 23 février 2021   | 1 saison, 10 épisodes   | 55 min      | Italie                 | Terminée                   |
| Helstrom                     | Super-héros, horreur                                    | Hulu             | 23 février 2021   | 1 saisons, 10 épisodes  | 44–55 min   | Tous les marchés       | Terminée                   |
| Love, Victor                 | Teen drama, romance, comédie dramatique                 | Hulu             | 23 février 2021   | 3 saisons, 28 épisodes  | 24–31 min   | Tous les marchés       | Terminée                   |
| Solar Opposites              | Série d'animation pour adultes, science-fiction, sitcom | Hulu             | 23 février 2021   | 4 saisons, 41 épisodes  | 22 min      | Tous les marchés       | Renouvelée                 |
| Le Narcisse Noir             | Drame                                                   | FX               | 5 mars 2021       | 1 saison, 3 épisodes    | 58 min      | Tous les marchés       | Terminée                   |
| Besos All Aire               | Comédie romantique                                      | Star             | 26 mars 2021      | 1 saison, 2 épisodes    | 78 - 80 min | Tous les marchés       | Terminée                   |
| L'amour aux Temps du Corona  | Comédie dramatique                                      | Freeform         | 2 avril 2021      | 1 saison, 4 épisodes    | 26 - 35 min | Tous les marchés       | Terminée                   |
| Dollface                     |                                                         | Hulu             | 16 avril 2021     | 2 saison, 20 épisodes   |             | Tous les marchés       | Terminée                   |
| M.O.D.O.K                    | Série d'animation pour adultes, super-héros             | Hulu             | 21 mai 2021       | 1 saison, 10 épisodes   | 23 - 25 min | Tous les marchés       | Terminée                   |
| The Gloaming                 | Crime, Policier, Thriller                               | Stan             | 11 juin 2021      | 1 saison, 8 épisodes    | 50 - 55 min | Tous les marchés       | Terminée                   |
| Rebel                        | Comédie, Judiciaire                                     | ABC              | 11 août 2021      | 1 saison, 10 épisodes   | 41 - 44 min | Tous les marchés       | Terminée                   |
| Only Murders in the Building | Comédie, Mystère                                        | Hulu             | 31 août 2021      | 4 saisons, 40 épisodes  | 30 - 55 min | Tous les marchés       | Renouvelée                 |
| American Horror Stories      | Horreur, anthologie                                     | Hulu             | 8 septembre 2021  | 3 saison, 19 épisodes   | 40 - 50 min | Tous les marchés       | Renouvelée                 |
| Y, le dernier homme          | Science-fiction, drame                                  | Hulu             | 22 septembre 2021 | 1 saison, 10 épisodes   |             | Tous les marchés       | Terminée                   |
| Reservation Dogs             | Comédie                                                 | Hulu             | 13 octobre 2021   | 3 saison, 28 épisodes   | 25 - 30 min | Tous les marchés       | Terminée                   |
| Dopesick                     | Thriller                                                | Hulu             | 3 novembre 2021   | 1 saison, 8 épisodes    | 55-65 min   | Tous les marchés       | Terminée                   |
| The Dropout                  | Drame                                                   | Hulu             | 20 avril 2022     | 1 saison, 8 épisodes    | 50 min      | Tous les marchés       | Terminée                   |
| Les Kardashian               | Téléréalité                                             | Hulu             | 14 avril 2022     | 5 saison, 43 épisodes   | 40-50 min   | Tous les marchés       | Renouvelée                 |
| Sur ordre de Dieu            | Drame                                                   | Hulu             | 27 juillet 2022   | 1 saison, 7 épisodes    | 68 min      | Tous les marchés       | Terminée                   |
| The Patient                  | Drame                                                   | Hulu             | 30 aout 2022      | 1 saison, 10 épisodes   | 20-50 min   | Tous les marchés       | Terminée                   |
| The Old Man                  | Drame                                                   | Hulu             | 28 septembre 2022 | 1 saison, 7 épisodes    | 63 min      | Tous les marchés       | Renouvelée                 |
| The Bear                     | comédie dramatique                                      | Hulu             | 5 octobre 2022    | 1 saison, 8 épisods     | 30-40 min   | Tous les marchés       | Renouvelée                 |
| Anatomie d'un divorce        | Drame                                                   | Hulu             | février 2023      | 8 épisodes (mini-série) | 43-67 min   | Tous les marchés       | Terminée                   |
| Liens de sang                | Drame                                                   | Hulu             | 23 mars 2023      | 1 saison, 8 épisodes    | 40-57 min   | Tous les marchés       | Terminée                   |
| De grandes espérances        | Drame                                                   | Hulu             | 26 juin 2023      | 1 saison, 6 épisodes    | 58 min      | Tous les marchés       | Terminée                   |
| FBI Promotion 2009           | Drame                                                   | Hulu             | 3 janvier 2024    | 8 épisodes (mini-série) | 38-48 min   | Tous les marchés       | Terminée                   |
| Shogun                       | Drame                                                   | Hulu             | 27 février 2024   | 1 saison, 10 épisodes   | 50-70 min   | Tous les marchés       | Renouvelée                 |
| American Sports Story        | Drame, anthologie                                       | FX               | 23 novembre 2024  | 1 saison, 10 épisodes   | 40-60 min   | Tous les marchés       | En attente de reconduction |
| Grotesquerie                 | Horreur                                                 | FX               | 13 novembre 2024  | 1 saison, 10 épisodes   | 40-60 min   | Tous les marchés       | En attente de reconduction |

### Programmes à venir

#### Distribution internationale exclusive
| Titre        | Genre                    | Chaîne originale | Première | Saisons | Temps  | Région(s) exclusive(s) | Statut                  |
| ------------ | ------------------------ | ---------------- | -------- | ------- | ------ | ---------------------- | ----------------------- |
| Platform     | Anthologie, drame        | Hulu             | 2022     | TBA     | 30 min | Tous les marchés       | Commande de séries      |
| Alien: Earth | Science-fiction, horreur | Hulu             | été 2025 | TBA     | NC     | Tous les marchés       | En attente de diffusion |

#### En développement
| Title | Genre | Chaîne originale | Région(s) exclusive(s) |
| ----- | ----- | ---------------- | ---------------------- |

## Lancement
| Date de lancement | Pays / Territoire                                                   |
| ----------------- | ------------------------------------------------------------------- |
| 23 février 2021 , | Australie                                                           |
| 23 février 2021 , | Autriche                                                            |
| 23 février 2021 , | Belgique                                                            |
| 23 février 2021 , | Canada                                                              |
| 23 février 2021 , | Danemark                                                            |
| 23 février 2021 , | Finlande                                                            |
| 23 février 2021 , | France                                                              |
| 23 février 2021 , | Allemagne                                                           |
| 23 février 2021 , | Islande                                                             |
| 23 février 2021 , | Irlande                                                             |
| 23 février 2021 , | Italie                                                              |
| 23 février 2021 , | Luxembourg                                                          |
| 23 février 2021 , | Pays-Bas                                                            |
| 23 février 2021 , | Nouvelle-Zélande                                                    |
| 23 février 2021 , | Norvège                                                             |
| 23 février 2021 , | Portugal                                                            |
| 23 février 2021 , | Singapour                                                           |
| 23 février 2021 , | Espagne                                                             |
| 23 février 2021 , | Suède                                                               |
| 23 février 2021 , | Suisse                                                              |
| 23 février 2021 , | Royaume-Uni                                                         |
| 27 octobre 2021   | Japon                                                               |
| 12 novembre 2021  | Corée du Sud                                                        |
| 12 novembre 2021  | Taïwan                                                              |
| 16 novembre 2021  | Hong Kong                                                           |
| été 2022          | Europe de l'Est                                                     |
| été 2022          | Afrique du Sud                                                      |
| été 2022          | Macao                                                               |
| été 2022          | Moyen-Orient, Afrique, Europe, Asie, Amérique, Océanie, Antarctique |
| août 2022         | Turquie                                                             |